# Lyciella subfasciata
Lyciella subfasciata är en tvåvingeart som först beskrevs av Zetterstedt 1838.  Lyciella subfasciata ingår i släktet Lyciella, och familjen lövflugor. Arten är reproducerande i Sverige.